# エルトン・ヴァタ
エルトン・ヴァタ（Elton Vata 、1998年4月13日 - ）は、アルバニア・クケシ出身のプロサッカー選手。エルゼニ・シヤク所属。ポジションは、ゴールキーパー。

## クラブ歴
2016年9月、アルバニア・スーペルリーガのKFラチに入団した。2016年11月26日、ホームのスカンデルベウ・コルチャ戦でプロデビュー。0-1で敗れはしたものの、90分フル出場を果たした。